# Guewenheim
Guewenheim (deutsch Gewenheim, elsässisch Gaiwana) ist eine französische Gemeinde mit 1353 Einwohnern (Stand 1. Januar 2022) im Département Haut-Rhin in der Region Grand Est (bis 2015 Elsass). Sie gehört zum Arrondissement Thann-Guebwiller, zum Kanton Masevaux-Niederbruck und ist Mitglied des Gemeindeverbandes Vallée de la Doller et Soultzbach.

## Geografie
Die Gemeinde Guewenheim liegt im Tal der Doller, etwa 16 Kilometer westlich von Mülhausen.
Nachbargemeinden von Guewenheim sind Roderen im Norden, Michelbach im Nordosten, Aspach-le-Bas im Osten, Burnhaupt-le-Haut im Südosten, Soppe-le-Bas im Süden, Soppe-le-Haut im Südwesten, Sentheim im Westen sowie Bourbach-le-Bas im Nordwesten.

## Geschichte
Von 1871 bis zum Ende des Ersten Weltkrieges gehörte Gewenheim als Teil des Reichslandes Elsaß-Lothringen zum Deutschen Reich und war dem Kreis Thann im Bezirk Oberelsaß zugeordnet.

### Bevölkerungsentwicklung
| Jahr                       | 1910 | 1962 | 1968 | 1975 | 1982 | 1990 | 1999 | 2011 | 2021 |
| -------------------------- | ---- | ---- | ---- | ---- | ---- | ---- | ---- | ---- | ---- |
| Einwohner                  | 879  | 798  | 778  | 833  | 877  | 1140 | 1176 | 1326 | 1332 |
| Quellen: Cassini und INSEE |      |      |      |      |      |      |      |      |      |

## Sehenswürdigkeiten
- Kirche St. Mauritius aus dem Jahr 1828
- Kapelle Notre Dame des Bouleaux, als Pilgerkapelle bereits 1569 in einer Inventarliste der Abtei in Masmünster erwähnt
- Katzenmuseum

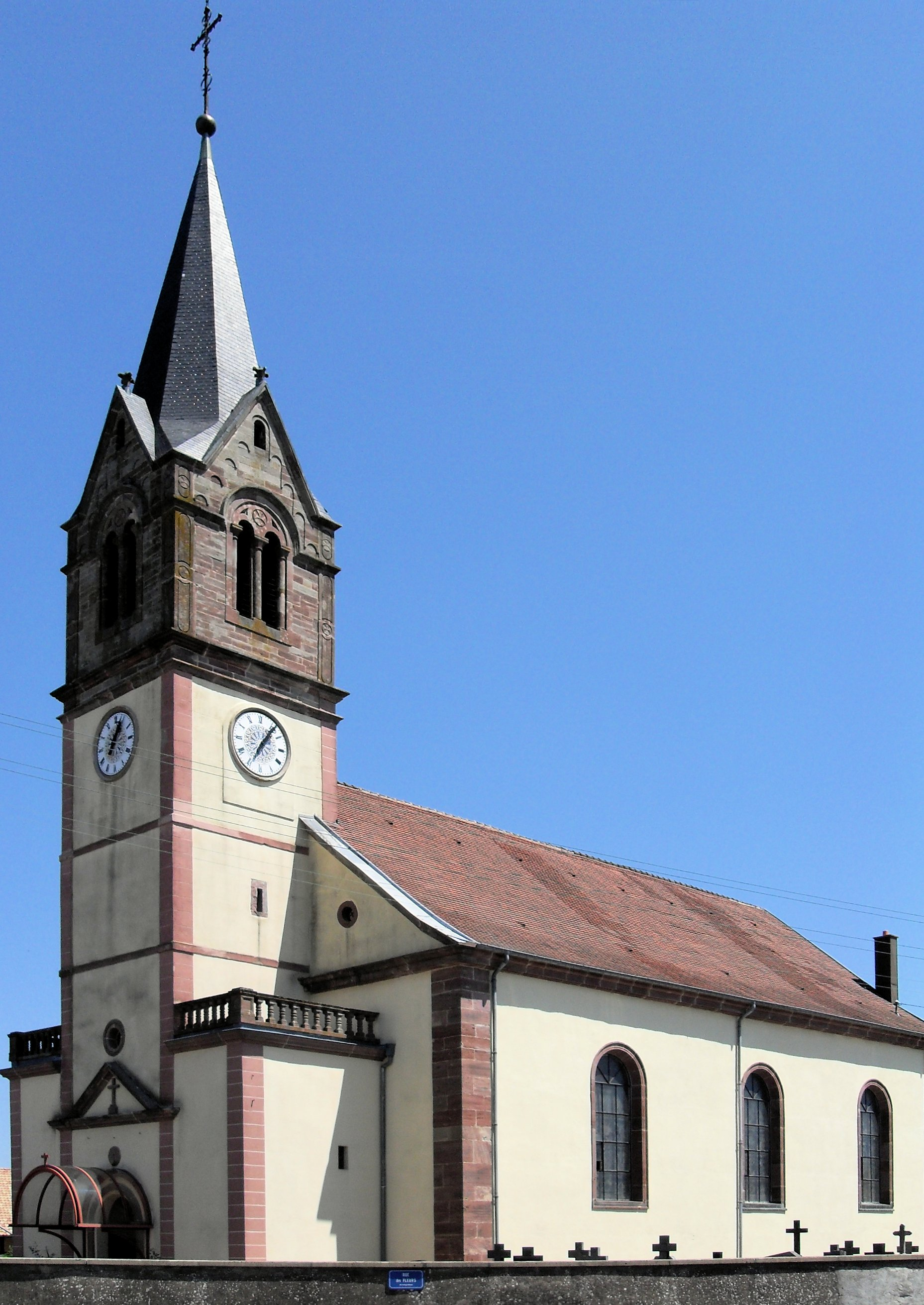
Südwestseite St. Mauritius
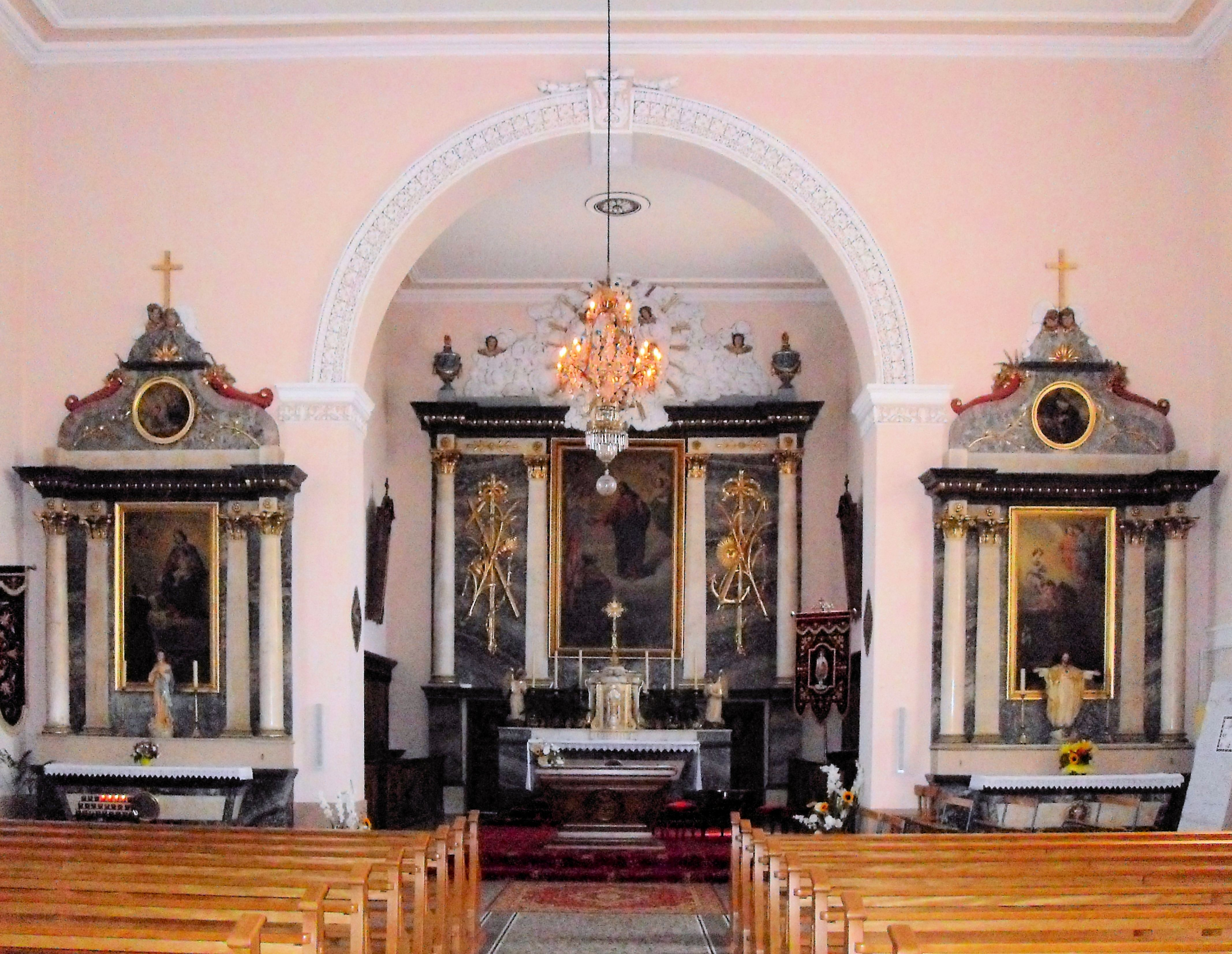
Innenansicht St. Mauritius
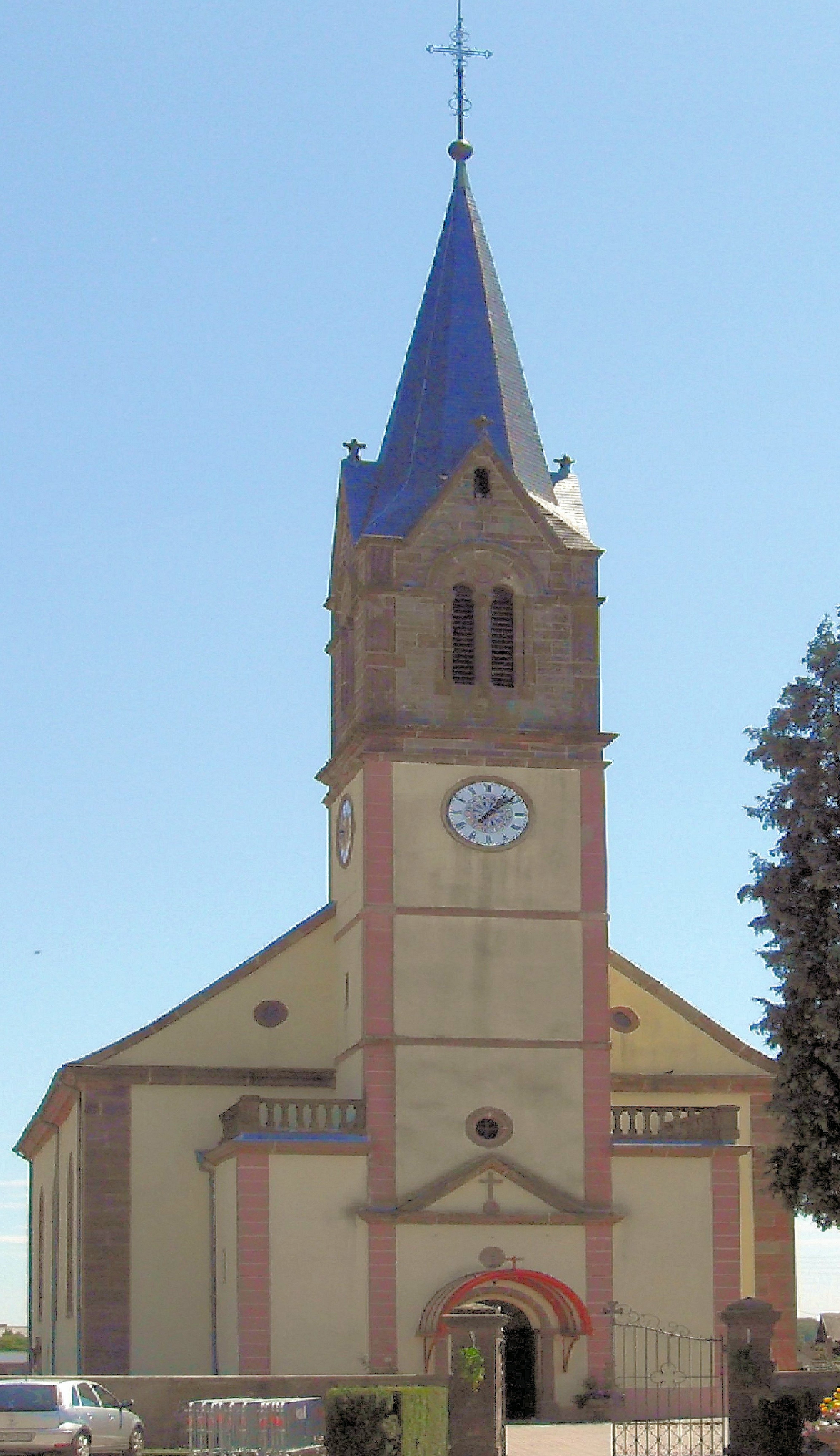
Südseite St. Mauritius
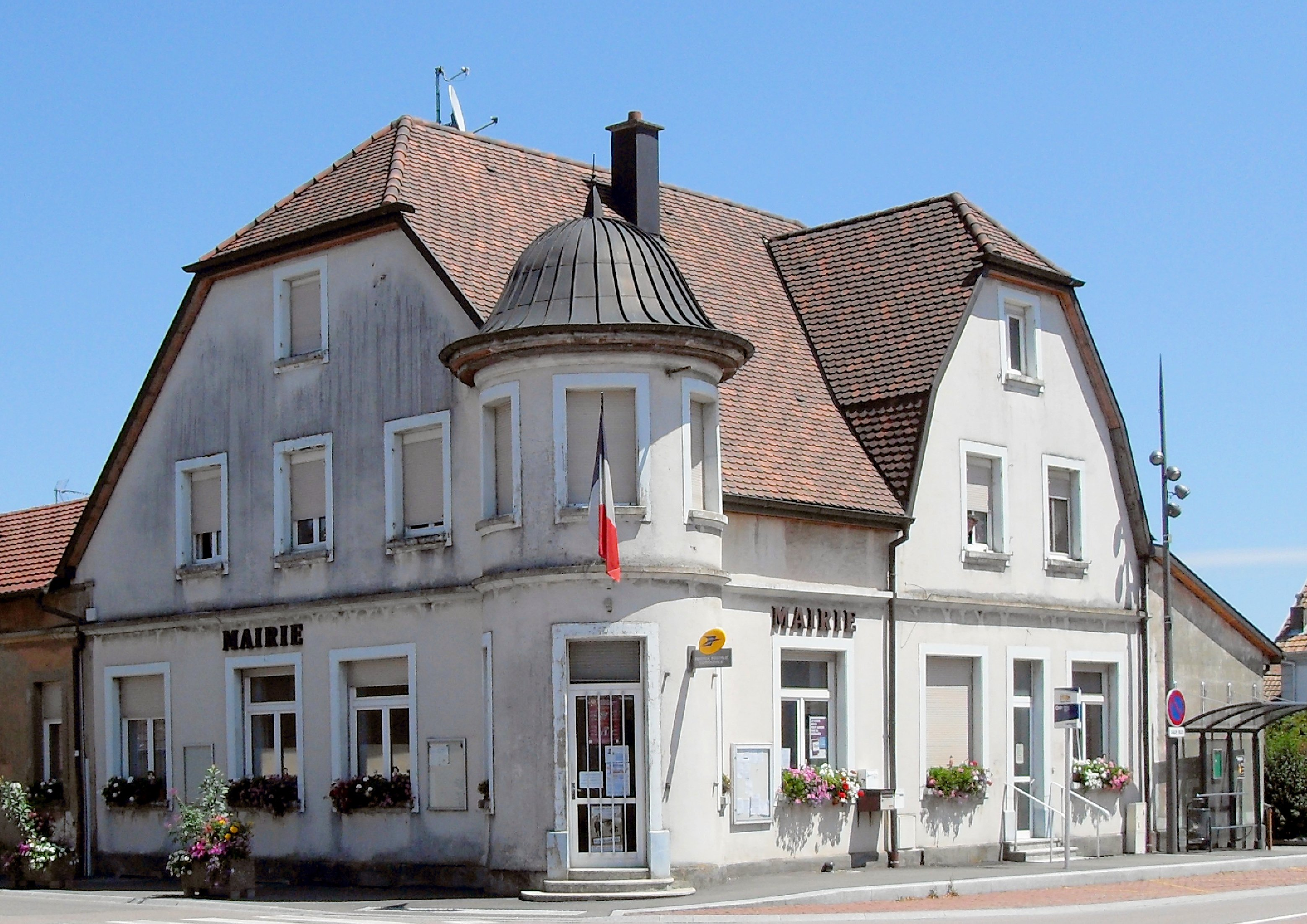
Ehemalige Mairie (bis 2013)
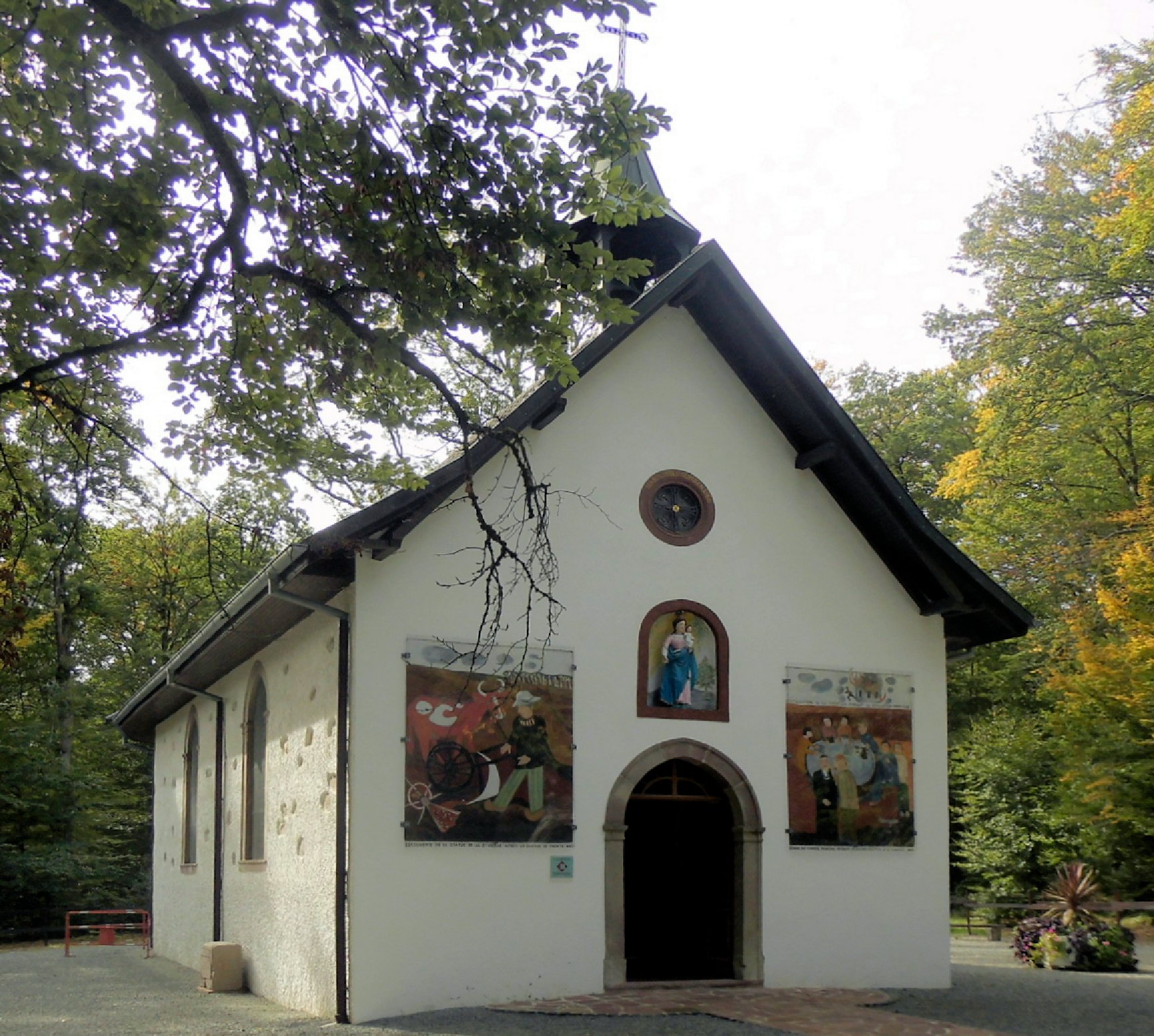
Kapelle Notre Dame des Bouleaux
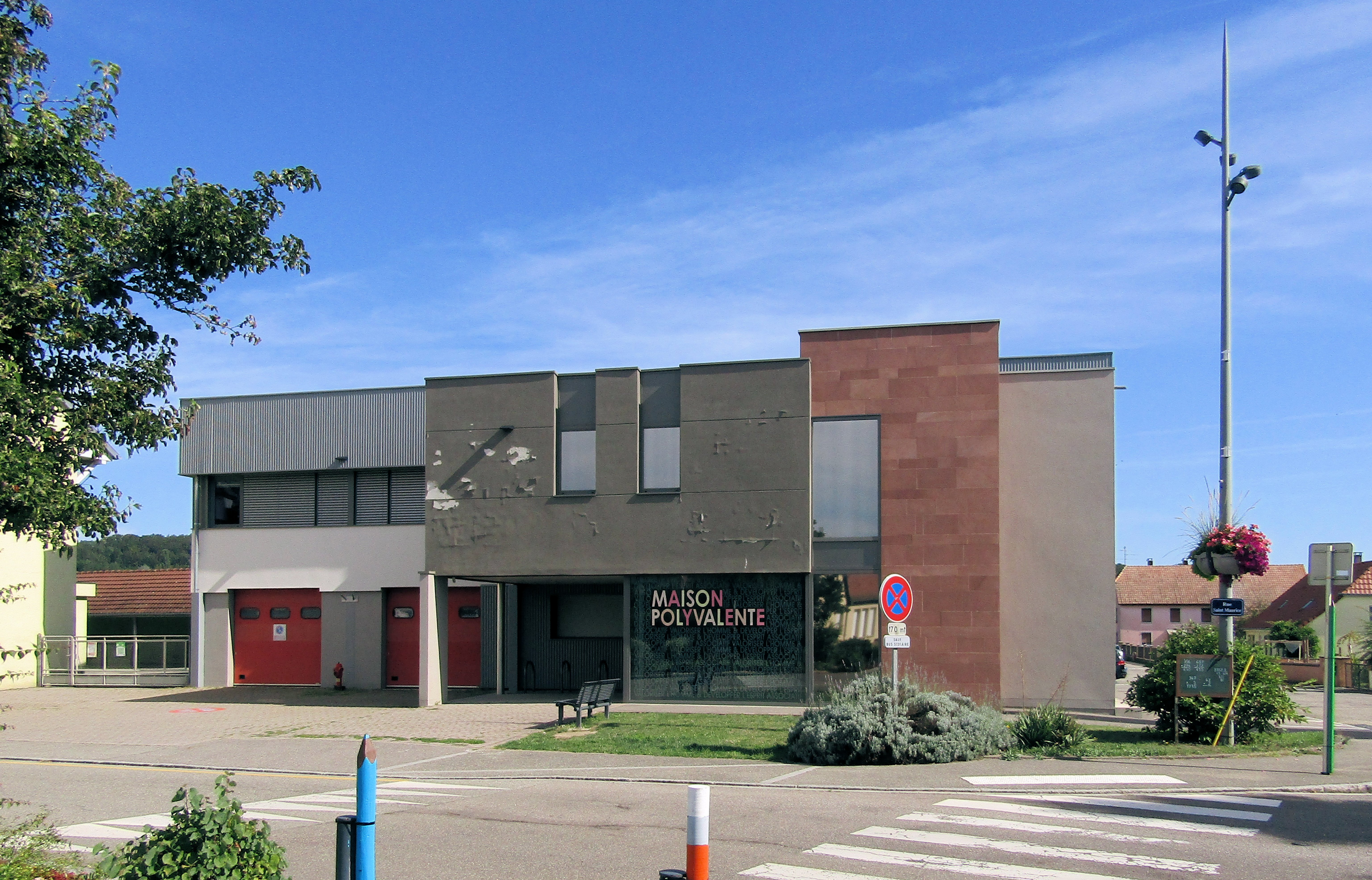
Gemeindehaus
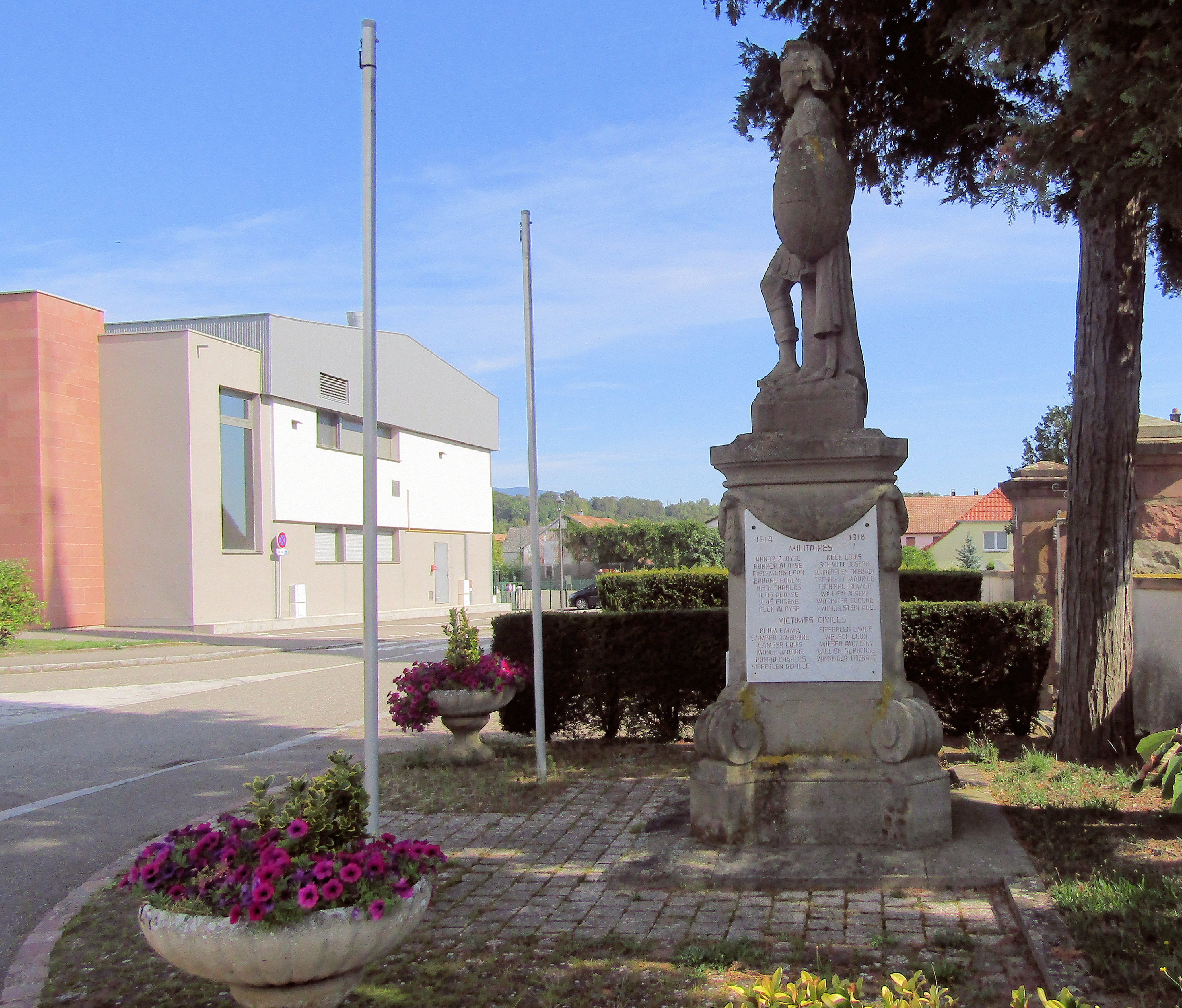
Gefallenendenkmal